# ゲイル・ディバース
ヨランダ・ゲイル・ディバース（Yolanda Gail Devers, 1966年11月19日 - ）は、アメリカ合衆国の陸上競技選手である。1992年バルセロナオリンピックと1996年アトランタオリンピックの100 mの金メダリストである。

## 経歴
ディバースは、100 mと100mハードルの選手として若い頃から非常に有望視されていた。ところが1988年ソウルオリンピックに向けてトレーニングしていた頃から偏頭痛や視力の悪化などに悩まされるようになっていた。
1988年のソウルオリンピックには100mハードルの選手として出場し、準決勝に残った。
しかし、彼女の健康状態はますます悪化していった。1990年にバセドウ病と診断され、放射線治療を始めることとなった。驚くべきことに、彼女の健康状態は早急に回復し再び練習をすることができるようになり、1991年の世界陸上にも出場し、100mハードルで銀メダルを獲得した。
1992年のバルセロナオリンピックではディバースはスターだった。100 mの決勝では上位5人が100分の6秒差という僅差の中、写真判定によりジャマイカのジュリエット・カスバートを下し、金メダルを獲得した。彼女は得意とする100mハードルでも金メダルを期待された。そして決勝では序盤から順調に飛び出し、2位以下を大きく突き放して金メダル確実と思われた瞬間、最終10台目のハードルに足を引っ掛けて、前につんのめり、転倒しそうになりながらゴール。このときギリシャのパラスケビ・パトリドゥ以下4人に追い抜かれ5位という結果に終わった。
1993年、世界陸上では100 mで、ジャマイカのマリーン・オッティとの同タイムのデッドヒートの上、金メダルを獲得。100mハードルでも金メダルを獲得し2冠を達成した。
1995年の世界陸上でも、100mハードルで優勝し、2連覇を達成した。
1996年アトランタオリンピックの100mは、3年前の世界陸上のような展開となった。オッティとディバースは10秒94の同タイムでフィニッシュ。どちらが勝ったか見ただけではわからなかったが、ディバースが先着と判定され、金メダルを獲得。1964年、1968年の大会を制した、ワイオミア・タイアス以来となる女子100 mの連覇となった。100mハードルでも期待されたが、4位に終わりメダル獲得とはならなかった。しかし4×100mリレーではアメリカチームの一員として金メダルを獲得し、オリンピックで3つめの金メダルを獲得した。
この大会の後、ディバースはハードルに集中していくこととなる。1999年の世界陸上を制したが、2000年シドニーオリンピックでは準決勝で途中棄権により敗退している。

## 実績
| 年   | 大会                               | 場所                         | 種目         | 結果 | 記録  |
| ---- | ---------------------------------- | ---------------------------- | ------------ | ---- | ----- |
| 1988 | オリンピック                       | ソウル（韓国）               | 100mハードル | 予落 | 13.51 |
| 1991 | 世界陸上選手権                     | 東京（日本）                 | 100mハードル | 銀   | 12.63 |
| 1992 | オリンピック                       | バルセロナ（スペイン）       | 100m         | 金   | 10.82 |
| 1992 | オリンピック                       | バルセロナ（スペイン）       | 100mハードル | 5位  | 12.75 |
| 1993 | 世界室内陸上選手権                 | トロント（カナダ）           | 60m          | 金   | 6.95  |
| 1993 | 世界陸上選手権                     | シュトゥットガルト（ドイツ） | 100m         | 金   | 10.82 |
| 1993 | 世界陸上選手権                     | シュトゥットガルト（ドイツ） | 100mハードル | 金   | 12.46 |
| 1995 | 世界陸上選手権                     | イェーテボリ（スウェーデン） | 100mハードル | 金   | 12.68 |
| 1996 | オリンピック                       | アトランタ（アメリカ合衆国） | 100m         | 金   | 10.94 |
| 1996 | オリンピック                       | アトランタ（アメリカ合衆国） | 100mハードル | 4位  | 12.66 |
| 1996 | IAAFグランプリファイナル           | ミラノ（イタリア）           | 100m         | 2位  | 10.83 |
| 1997 | 世界室内陸上選手権                 | パリ（フランス）             | 60m          | 金   | 7.06  |
| 1999 | 世界室内陸上選手権                 | 前橋（日本）                 | 60m          | 銀   | 7.02  |
| 1999 | 世界陸上選手権                     | セビリャ（スペイン）         | 100m         | 5位  | 10.95 |
| 1999 | 世界陸上選手権                     | セビリャ（スペイン）         | 100mハードル | 金   | 12.37 |
| 2000 | オリンピック                       | シドニー（オーストラリア）   | 100mハードル | 準決 | 12.77 |
| 2000 | IAAFグランプリファイナル           | ドーハ（カタール）           | 100mハードル | 1位  | 12.85 |
| 2001 | 世界陸上選手権                     | エドモントン（カナダ）       | 100mハードル | 銀   | 12.54 |
| 2002 | IAAFグランプリファイナル           | パリ（フランス）             | 100mハードル | 1位  | 12.51 |
| 2002 | IAAFワールドカップ                 | マドリード（スペイン）       | 100mハードル | 1位  | 12.65 |
| 2003 | 世界室内陸上選手権                 | バーミンガム（イギリス）     | 60mハードル  | 金   | 7.81  |
| 2003 | 世界陸上選手権                     | パリ（フランス）             | 100m         | 7位  | 11.11 |
| 2003 | 世界陸上選手権                     | パリ（フランス）             | 100mハードル | 準決 | 12.87 |
| 2003 | IAAFワールドアスレチックファイナル | モンテカルロ（モナコ）       | 100mハードル | 1位  | 12.45 |
| 2004 | 世界室内陸上選手権                 | ブダペスト（ハンガリー）     | 60m          | 金   | 7.08  |
| 2004 | 世界室内陸上選手権                 | ブダペスト（ハンガリー）     | 60mハードル  | 銀   | 7.78  |
| 2004 | オリンピック                       | アテネ（ギリシャ）           | 100m         | 準決 | 11.22 |

## 自己ベスト
- 100m - 10秒82 (1992年)
- 100mハードル - 12秒33 (2000年)